# Anina
Anina (in tedesco Steierdorf-Anina, in ungherese Stájerlakanina) è una città della Romania di 9046 abitanti, ubicata nel distretto di Caraș-Severin, nella regione storica del Banato.
Fa parte dell'area amministrativa anche la località di Steierdorf.
Nell'area di Anina, in particolare nel sistema carsico detto Peștera cu Oase, sono stati ritrovati alcuni tra i resti umani più antichi d'Europa: soprannominati Ion din Anina, risalgono a circa 40.000 anni fa

## Storia
La storia della città è comunque relativamente recente: le prime notizie documentate risalgono all'insediamento di una famiglia di coloni austriaci avvenuta nel 1773.

Di poco successivo è l'avvio dell'attività mineraria, in particolare nel 1790 venne scoperto un giacimento di litantrace di buona qualità, che iniziò ad essere sfruttato due anni dopo. L'attività della miniera ebbe un'interruzione nel 1834, a causa di un grave incendio nelle gallerie che provocò 6 vittime, ma nel 1846 Anina era nuovamente un importante ed attivo centro minerario.
La storia della miniera è legata strettamente a quella della città e soprattutto del suo sviluppo demografico: l'attività attirava infatti lavoratori anche da regioni relativamente lontane, come una colonia di minatori slovacchi, giunta nel 1846-47, o una di cechi, insediatasi a partire dal 1851. La necessità di trasportare il carbone estratto fece sì che presto la città venisse raggiunta da una linea ferroviaria, costruita a partire dal 1860 ed inaugurata nel 1863, che la unisce tuttora con Oravița. La linea, prettamente montana, supera un dislivello di 338 m. in circa 34 km e conta 14 gallerie e 10 viadotti.
Dopo la caduta del regime comunista, la miniera a partire dal 1996 ha conosciuto un lento declino, con la chiusura di alcuni livelli; la stessa rimane tuttora operativa, nonostante una storia costellata di incidenti, l'ultimo avvenuto nel 2006 con un'esplosione sotterranea che provocò 6 vittime.
Rimasta a lungo una città economicamente legata alla sola attività mineraria, Anina sta cercando negli ultimi anni di differenziare le attività presenti, anche con lo studio delle opportunità turistiche legate al territorio montano in cui si trova.

## Infrastrutture e trasporti
Oltre alla linea ferroviaria citata, Anina è raggiunta da due strade nazionali: la DN58, che la collega con il capoluogo del distretto Reșița, e la DN57B, che la unisce con Oravița e Bozovici.